# Tunnel de Gotschna
Le tunnel de Gotschna (en allemand Gotschnatunnel) est un tunnel routier à un tube faisant partie du contournement de Klosters au travers de la route principale 28 dans le canton des Grisons en Suisse. D'une longueur de 4 207 mètres, il est ouvert à la circulation depuis le 9 décembre 2005.

## Historique
En aout 2022, le tunnel est fermé à la suite de l'incendie d'un camion et des dégâts subséquents.